# Indexcijfer
Een indexcijfer, of beter gezegd: indexgetal, is een getal in de vorm van een percentage dat de verhouding uitdrukt van een grootheid tot een referentiewaarde. Zo kan men aan de hand van de indexcijfers op uniforme wijze een overzicht krijgen van de ontwikkeling of verdeling van die grootheid. Het meest voorkomend zijn indexcijfers van historische reeksen, rijen van economische gegevens waarvan de ontwikkeling in de tijd gevolgd wordt. Er is vaak één indexcijfer per maand of per jaar.
Een index is zo'n rij of ander systeem van indexcijfers. Zo publiceert het CBS bijvoorbeeld enkele varianten van een consumentenprijsindex. Het woord index wordt soms ook als verkorting van indexcijfer gebruikt.
Uiteraard is vaak een van de indexcijfers van een index gelijk aan 100, echter niet altijd: het kunnen bijvoorbeeld maandcijfers zijn, terwijl de referentiewaarde het gemiddelde van een bepaald jaar is.

## Voorbeeld
Om de ontwikkeling van de melkprijs te volgen, wordt de prijs van een liter melk vergeleken met de prijs in een bepaald jaar, het zogenaamde basisjaar. Stel dat in 2000 een liter melk € 0,50 kostte, in 2001 de prijs € 0,53 was en in 2002 € 0,52. Met 2000 als basisjaar, worden de indexcijfers van de prijs in 2001 en 2002 als volgt berekend:
{\displaystyle P_{2001}={\tfrac {0{,}53}{0{,}50}}\times 100=106}
en
{\displaystyle P_{2002}={\tfrac {0{,}52}{0{,}50}}\times 100=104}.
Voor het basisjaar 2000 zelf is de index dus 100. Dit gegeven gebruikt men vaak om de basis aan te geven; men zegt dan: "2000=100". Op zich een onzinnige uitspraak, maar in de context begrijpelijk. Een minder gebruikelijke manier om de basis aan te geven is "basis 2000".
Behalve voor historische reeksen, kan men indexcijfers ook gebruiken om bijvoorbeeld de geografische spreiding van een grootheid, of de verdeling van een kenmerk over de bedrijven van een bepaalde bedrijfstak te bestuderen.
Zo kan men een indruk krijgen van de verdeling van het gemiddelde gezinsinkomen over de provincies van Nederland, door vergelijking met Noord-Holland als referentie, als basis. Het gemiddeld gezinsinkomen in Noord-Holland wordt dus op 100 gesteld en voor de andere provincies worden de indexcijfers berekend. Aan de hand van de indexcijfers kan men eenvoudig een vergelijking maken.

## Enkelvoudige indexcijfers
Het bovengenoemd indexcijfer, dat slechts op één artikel betrekking heeft, wordt ook enkelvoudig indexcijfer genoemd. Veel voorkomende enkelvoudige indexcijfers zijn indexcijfers voor prijs {\displaystyle P}, volume {\displaystyle Q} en waarde {\displaystyle W}.
In het voorbeeld van melk gaat het dan landelijk gezien om de prijs van een liter melk. Het aantal liters verkochte melk in de beschouwde periode, het volume, en de totale waarde van de verkochte melk in die periode, het product van prijs en volume. Zo is de prijsindex {\displaystyle P}:
{\displaystyle P={\frac {p_{1}}{p_{0}}}\times 100},
waarin {\displaystyle p_{1}} en {\displaystyle p_{0}} respectievelijk de prijs in de objectperiode en de basisperiode voorstellen.
De volume-index {\displaystyle Q} is analoog:
{\displaystyle Q={\frac {q_{1}}{q_{0}}}\times 100},
waarin {\displaystyle q_{1}} en {\displaystyle q_{0}} respectievelijk het volume in de objectperiode en de basisperiode voorstellen.
De waarde-index is:
{\displaystyle W={\frac {w_{1}}{w_{0}}}\times 100={\frac {p_{1}q_{1}}{p_{0}q_{0}}}\times 100={\frac {PQ}{100}}},
waarin {\displaystyle w_{1}} en {\displaystyle w_{0}} respectievelijk de waarde in de objectperiode en de basisperiode voorstellen. De laatste relatie drukt de waarde-index uit in de prijs- en de volume-index.
In het verleden werden meerdere indexformules ontwikkeld, onder meer door de Franse econoom Nicolas Dutot (1684-1741), door de Italiaanse econoom Gian Rinaldo Carli (1720-1795), en de Engelse econoom William Stanley Jevons (1835-1882).

## Samengesteld indexcijfer

### Laspeyres-index
In het algemeen is men natuurlijk meer in de algemene prijsontwikkeling geïnteresseerd, dan in die van alleen melk. Dat betekent echter dat men een pakket goederen en diensten (soms mandje genoemd) moet vastleggen, waarvan men de prijsontwikkeling wil volgen. Een voorbeeld van zo'n berekening vindt men in de Belgische gezondheidsindex. Zo'n pakket houdt in dat men niet alleen vaststelt welke goederen en diensten in het pakket worden opgenomen, maar ook voor elk een wegingsfactor dient te bepalen, die aangeeft hoe zwaar het goed of de dienst meetelt in de berekening. Om deze wegingsfactoren te bepalen neemt men wel de bestedingen van een doorsnee Nederlands gezin als uitgangspunt. In het basisjaar wordt de waarde van dit pakket op 100 gesteld. In bijvoorbeeld het volgende jaar wordt nu de waarde van hetzelfde pakket, maar tegen de nieuwe prijzen bepaald. Zo krijgt men een indruk van de ontwikkeling van de prijzen. Dit prijsindexcijer wordt ook wel prijsindexcijfer volgens Laspeyres genoemd.

### Paasche-index
Het probleem doet zich voor dat het doorsnee gezin in dat objectjaar z'n bestedingspatroon kan hebben veranderd, zodat het berekende indexcijfer niet meer betrekking heeft op het recente bestedingspatroon. Om dit bezwaar te ondervangen wordt wel de waarde van het pakket in de objectperiode vergeleken met de waarde van dat pakket tegen de oude prijzen van het basisperiode. Het zo verkregen prijsindexcijfer noemt men het prijsindexcijfer volgens Paasche.

### Fisher-index
Er is nog een derde samengesteld prijsindexcijfer. Dit is een combinatie van de beide eerder genoemde en wel het meetkundig gemiddelde van deze twee, dus de wortel uit het product. De zo berekende index wordt Fisher-index genoemd.
In formule luiden deze indices:
{\displaystyle P_{\text{Laspeyres}}={\frac {\sum {p_{1}q_{0}}}{\sum {p_{0}q_{0}}}}\times 100}
{\displaystyle P_{\text{Paasche}}={\frac {\sum {p_{1}q_{1}}}{\sum {p_{0}q_{1}}}}\times 100}
{\displaystyle P_{\text{Fisher}}={\sqrt {P_{\text{Laspeyres}}P_{\text{Paasche}}}}},
waarin steeds het subscript 1 op de objectperiode en het subscript 0 op de basisperiode betrekking heeft.
De indices van Laspeyres en Paasche kunnen na enige omwerking geschreven worden als een gewogen gemiddelde van de afzonderlijke enkelvoudige prijsindexcijfers van de deelnemende goederen en diensten. Zo is:
{\displaystyle P_{\text{Laspeyres}}=\sum {{\frac {w_{0}}{\sum {w_{0}}}}P}}
met als wegingsfactoren de relatieve aandelen in de totale waarde van het pakket in de basisperiode. En:
{\displaystyle P_{\text{Paasche}}=\sum {{\frac {w'}{\sum {w'}}}P}}
met als wegingsfactoren de relatieve aandelen in de totale waarde van het pakket in de objectperiode berekend tegen de prijzen in de basisperiode.

## Indexcijfers in de economie
In de economie worden indexcijfers (kortweg aangeduid als indices, enkelvoud index) veelvuldig gebruikt, onder meer voor het peilen van de stand van de economie (de conjunctuur) of van een deel van de economie.
Indexcijfers in de economie kunnen betrekking hebben op volumes (het aantal afgegeven kentekens in Frankrijk in een bepaalde maand, of de detailhandelsverkopen in Nederland in een bepaalde maand), en hebben daarmee betrekking op een "exact" cijfer. Vermoedelijk het meest relevante cijfer is dat van de bnp-groei (of varianten daarvan, met afwijkende definities), waarbij de omvang van het BNP in een bepaalde periode (meestal een kwartaal) wordt vergeleken met die omvang in het kwartaal daarvoor en in het betreffende kwartaal een jaar eerder.
Hierbij wordt opgemerkt dat dergelijke volumecijfers vaak enige malen herzien worden. Een dergelijk cijfer zal dan kort na afloop van de betrokken periode "voorlopig" worden gepubliceerd, en na verloop van tijd komen gecorrigeerde versies beschikbaar. Die kunnen soms aanmerkelijk afwijken van het eerst gepubliceerde cijfer.
Er worden in de diverse landen honderden, zo niet duizenden van dergelijke cijfers gepubliceerd, die door economen en beleggers met belangstelling worden gevolgd.

### Prijsontwikkeling
Een andere bekende categorie van indexcijfers heeft betrekking op prijsontwikkelingen. Hierbij wordt veelal de prijsontwikkeling van een collectie goederen en/of diensten door onderzoekers gedurende een langere tijd gevolgd. De ontwikkeling van de prijs van dat totale "mandje" wordt dan als maatgevend voor de prijsontwikkeling (van die categorie) beschouwd. In hoeverre een dergelijke veronderstelling juist is hangt af van de vraag of die collectie een juiste afspiegeling is van het bestedingspatroon van de consument voor wie dit cijfer als maatgevend wordt aangemerkt. Indien de samenstelling van de collectie goederen en diensten afwijkt van waar die consument in werkelijkheid zijn geld aan besteedt, treden onzuiverheden op.
Er zijn inflatie-cijfers die berekend worden met behulp van een "mandje" waar de kosten van gezondheidszorg, en de kosten van diensten van de overheid, niet in zijn opgenomen. In werkelijkheid zal een consument echter een deel van zijn inkomen daaraan besteden. Indien de kostenstijging van die componenten groter is dan van "het mandje", zal het gepubliceerde cijfer de werkelijke inflatie, zoals door de consument ervaren, onderschatten. Tevens zijn inflatiecijfers met varianten in omloop, zoals een Eurozone-inflatiecijfer inclusief dan wel exclusief alcohol en tabak.
Zie ook Consumentenprijsindex en Index der consumptieprijzen in België.

### Index gekoppeld aan loon en koopkracht
In België spreekt men over de gezondheidsindex die automatisch aan het loon gekoppeld is: in die index werden zogenaamde ongezonde producten uit de lijst gehaald (diesel, benzine, alcohol en tabak). Als de gezondheidsindex een bepaald plafond - de zogenoemde spilindex - overschrijdt, dan stijgen een maand later de pensioenen en uitkeringen automatisch met twee procent. Nog een maand later zijn de lonen van de openbare sector aan de beurt. Op die manier wordt de koopkracht op niveau gehouden. De lonen in de privé-sector worden anders geregeld, meestal volgens de c.a.o. - collectieve arbeidsovereenkomst - van de sector.
Volgens de kritische vakbonden is deze 'politiek correcte' gezondheidsindex niets anders dan een gecamoufleerde besparingsmaatregel. Aangezien brandstof enorm in prijs is gestegen, en daarmee een flinke hap uit het gezinsbudget neemt, stijgt het loon niet evenredig met de reële uitgaven.

### Compensatie technische verbeteringen
Een tweede complicerende factor wordt gevormd door de wijze waarop technische verbeteringen (met name in goederen) al dan niet in de berekeningen worden verwerkt. Een voorbeeld: personal computers hebben sinds hun introductie een zekere prijsdaling laten zien, doch vooral een sterke stijging van de technische capaciteit (processorsnelheid, grootte intern geheugen en harde schijf, aanwezigheid randapparatuur et cetera). Indien de "standaard-computer" vroeger 4000 gulden kostte en nu 1500 euro kost, is er een prijsdaling van 17,5% geweest. Indien die technische vooruitgang wordt meegenomen, is er een veel sterkere daling geweest: de prijs per megabyte harde schijfruimte is wellicht slechts enkele procenten van "vroeger". Indien die factoren tot een formule zouden worden herleid, zou een prijsdaling "per eenheid computer" van wellicht 90% denkbaar zijn. De consument ziet zich echter tevens geconfronteerd met software die veel zwaardere systeemeisen stelt, en zal overigens niet in eerste instantie geneigd zijn te denken in termen van "prijs per megaherz" of "prijs per gigabyte". Hij zal veeleer een computer als "een eenheid product" beschouwen. Een oplossing is niet eenvoudig te geven.
Een voorbeeld van de kritiek die hier mogelijk is, alsmede van de kritiek die mogelijk is op de hierboven genoemde problemen van onvergelijkbare "mandjes" is de discussie die plaatsvond bij een lezing van William Dudley, president van de Federal Reserve Bank of New York, in maart 2011. Dudley stelde dat tegenover (toen plaatshebbende) scherpe prijsstijgingen van levensmiddelen (relatieve) prijsdalingen van andere goederen stonden, hetgeen hem tot de conclusie bracht dat er (zeer) weinig inflatie was. Gevraagd naar een voorbeeld verwees Dudley naar de omstandigheid dat de iPad2 van Apple tweemaal zo krachtig was als de iPad1, doch hetzelfde kostte. Hierop werd Dudley gevraagd wanneer hij voor het laatst boodschappen gedaan had, alsmede of iPads eetbaar waren.

### Publicatie met correcties
Cijfers van deze categorie (inflatiecijfers, maar ook bijvoorbeeld werkloosheidscijfers) worden vaak gepubliceerd in twee versies: wel en niet gecorrigeerd voor seizoensinvloeden. Bij dit laatste wordt rekening gehouden met wisselingen in het cijfer zoals die zich (op basis van historische gegevens) heeft voorgedaan van seizoen op seizoen. Indien de prijs van levensmiddelen in het eerste kwartaal van een jaar, historisch, x% boven de gemiddelde prijs over een geheel jaar ligt, dan kan bij de publicatie van het prijsindexcijfer over het meest recente eerste kwartaal de geconstateerde prijsstijging met x% verminderd worden. Aldus kan er sprake zijn van een prijsstijging (niet seizoensgecorrigeerd) zowel als van een prijsdaling (wel seizoensgecorrigeerd).

### Verschillen in definities
Verschillen in definities maken het soms enigszins riskant, indexcijfers van verschillende landen te vergelijken. Er worden bijvoorbeeld cijfers met betrekking tot de werkloosheid (als percentage van de beroepsbevolking) gepubliceerd in vrijwel alle landen. De definitie van werkloosheid kan echter aanmerkelijk verschillen, hetgeen tot forse verschillen in de uitkomsten kan leiden. Te denken valt aan de definitie van de term "beroepsbevolking", aan het stellen van de eis dat iemand als werkzoekende moet zijn ingeschreven, aan het stellen van een ondergrens aan het aantal uren dat iemand werk zoekt (iemand die een kleinere deeltijdbaan zoekt telt dan niet mee als werkloze), tot zelfs de vraag of men "werkloos zijn" omschrijft als "zijn/haar baan verloren hebben". In dat laatste geval zou geen enkele schoolverlater werkloos zijn. Ter illustratie: volgens de door de Britse regering gehanteerde definitie bedroeg de werkloosheid in het Verenigd Koninkrijk in juli 2008 2,7%, doch het hanteren van de definitie van werkloosheid van de International Labour Organisation leidde tot een werkloosheidspercentage van 5,4%. Over april 2009 rapporteerde de Britse regering een werkloosheid van 4,6%, terwijl de ILO 7,2% noemde.

### Gecombineerde index
Een index kan ook worden samengesteld uit andere indices. Een voorbeeld hiervan is een index of leading indicators. De veronderstelling hierbij is dat er (cijfermatig te duiden) omstandigheden zijn die een indicatie geven voor de toekomstige ontwikkeling van de conjunctuur. Een toename van orderontvangsten in een sector van de industrie zou een indicatie vormen voor de toename van de werkgelegenheid in die sector, of andersom.
Men tracht dan een aantal indicatoren te vinden die naar verwachting indicatief voor de latere conjuncturele ontwikkeling zijn, en daaraan zodanige gewichten toe te kennen dat de "best fit" met de later geconstateerde ontwikkeling wordt bereikt.
Bij de componenten die bij een index of leading indicators worden gebruikt valt te denken aan: (veranderingen in) consumentenvertrouwen, werkloosheid, orderontvangsten, beursindices, rentestanden en geldhoeveelheid.
Hoewel dit soort indices vaak redelijk goed blijken uit te komen, is met name de termijn waarop zo'n voorspelling blijkt te kloppen onzeker. Tevens kunnen foutieve signalen worden afgegeven: een voorspelde ontwikkeling doet zich gewoonweg niet voor.
Het hierboven genoemde probleem van gebrekkige vergelijkbaarheid van economische indices doet zich hier uiteraard ook voor: een leading economic index in land A kan uit geheel andere componenten zijn opgebouwd dan de leading economic index in land B.
Op dit moment (2007) wordt door de financiële markten aan leading indicators wat minder gewicht gehecht dan een aantal jaren geleden.

### Stemmingsindicatoren
Ook kunnen indices gevormd worden op basis van enquêtes, hetgeen meestal tot stemmingsindicatoren leidt. Een bekend voorbeeld zijn de indices met betrekking tot het consumenten- en producentenvertrouwen. Hierbij worden meestal steekproeven gehouden onder een enkele honderden tot duizenden respondenten, die veelal vragen krijgen voorgelegd die slecht in termen van "positief" of "negatief" kunnen worden beantwoord. Bijvoorbeeld: "verwacht u dat het klimaat waar u als ondernemer mee te maken hebt over zes maanden gunstiger of minder gunstig zal zijn dan het huidige klimaat?" Er pleegt dan een "rond" getal te worden gekozen voor een "neutrale" situatie, waarbij de positieve en de negatieve antwoorden in aantal gelijk zijn: meestal 0, 50 of 100. Afwijkingen worden dan "vanaf dat cijfer" aangegeven, doch de wijze waarop verschilt.
Een voorbeeld: indien de vraag luidde "verwacht u dat de temperatuur morgen hoger of lager zal zijn dan de temperatuur vandaag?", en van 500 respondenten hebben er 270 "hoger" geantwoord en 230 "lager", dan kan de uitslag zowel weergegeven worden in termen van "het percentage positieve antwoorden was 54%" als in termen van "het aantal positieve antwoorden bedroeg 117% van het aantal negatieve antwoorden". Vaak wordt de laatste notatie gebruikt. Het gepubliceerde cijfer kan dan luiden als "+17" of "117". Eenzelfde betekenis zou echter een notatie in termen van "+4" of "104" hebben, indien afgesproken is om die wijze van publicatie aan te houden.
Bij het vergelijken van stemmingsindicatoren van verschillende landen moeten dergelijke factoren in de beschouwingen betrokken worden (een cijfer van "+17" geeft immers een indruk van een aanmerkelijk positiever stemming dan een cijfer van "+4"). Een antwoord op de vraag, hoe die cijfers precies berekend worden is echter niet altijd eenvoudig te vinden. Hierbij zou uiteraard ook rekening moeten worden gehouden met verschillen in de vraagstelling.
Een ander nadeel van dergelijke indicatoren is dat de vraagstelling vaak geen rekening houdt met de "intensiteit" van de beantwoording. De hierboven beschreven stemmingsindicator geeft de respondenten slechts de keuze tussen "beter" en "slechter", zonder dat nuanceringen als "veel slechter", "slechter" of "iets slechter" mogelijk zijn.
In de praktijk plegen economen en beleggers echter te reageren op het enkele cijfer, zonder zich al te zeer in de merites van de wijze van totstandkoming te verdiepen.

### Bekende stemmingsindicatoren
Bekende stemmingsindicatoren die in de beleggingswereld met belangstelling worden gevolgd zijn bijvoorbeeld de Consumer Confidence Index van de Amerikaanse Conference Board, de Purchasing Managers Index, de Duitse IFO-index met betrekking tot het ondernemersvertrouwen (voor Duitsland en voor de Eurozone), en de ZEW-index met betrekking tot de conjunctuursverwachtingen onder Duitse beleggers.

## Voetnoten
1. ↑  (en)  For Fed's Dudley, iPad comment falls flat in Queens
2. ↑  (en)  The Fed Beats Marie Antoinette With “Let Them Eat iPad2s”. Gearchiveerd op 3 februari 2023.